# Consejo Supremo de Crimea
El Consejo Supremo de Crimea (en ruso: Верховный Совет Автономной Республики Крым; en ucraniano: Верховна Рада Автономної Республіки Крим; en tártaro de Crimea: Qırım Muhtar Cumhuriyetiniñ Yuqarı Radası), era el parlamento unicameral de la República Autónoma de Crimea, compuesto por 100 diputados.
En marzo de 2014 y siguiendo a la proclamación de la República de Crimea independiente de Ucrania —posteriormente adherida a la Federación Rusa— el Parlamento de Crimea tomó la denominación oficial de Consejo Estatal de la República de Crimea, no reconocido por Ucrania.
La sede del parlamento estaba ubicada en el centro de Simferópol, capital de la República.

## Denominación
«Consejo Supremo de Crimea» es la traducción literal tanto del ucraniano «Верховна Рада Крима» como del ruso «Верховный Совет Крыма». El término ucraniano «Рада» (trans. Rada) es equivalente al ruso «Совет» (trans. Sóviet'), traducibles ambos como «consejo», aunque las formas transliteradas son usadas con frecuencia en los medios de comunicación y en las publicaciones en español.
La denominación ucraniana fue la oficial del Parlamento hasta 2010, cuando se adoptó la forma rusa.

## Autoridad
El parlamento funciona de acuerdo con una ley aprobada por la Rada Suprema (Parlamento de Ucrania) el 10 de febrero de 1998.
El Parlamento no tiene ningún derecho de iniciativa legislativa. Según la Constitución de Crimea, el parlamento está autorizado a fijar su propia fecha de elección.

## Historia

### Crisis de Crimea y anexión a Rusia
El 6 de marzo de 2014, en medio de crecientes tensiones en la región provocada por la revolución ucraniana, el parlamento de Crimea aprobó por unanimidad una moción que prevé la incorporación a Rusia y anunció un referéndum el 16 de marzo que consultará sobre la ampliación de las facultades de la autonomía dentro de Ucrania o el ingreso en la Federación de Rusia como un sujeto federal. El gobierno interino de Ucrania considera la consulta como «inconstitucional» y el presidente Oleksandr Turchínov declaró «la Rada Suprema de Ucrania iniciará la disolución del Parlamento de la República Autónoma de Crimea».
El 11 de marzo el Parlamento declaró su independencia de Ucrania, formando la República de Crimea, con 78 votos a favor de un total de 100 miembros. Fue considerado legítimo por Rusia, pero no por Estados Unidos y el gobierno en Kiev. Debido a esto, la Rada Suprema de Ucrania amenazó con iniciar el proceso de disolución del Parlamento de Crimea si las autoridades de la península continúan con el proceso de anexión a Rusia.
El presidente interino de Ucrania, Oleksandr Turchínov, registró el 15 de marzo en la Rada Suprema un proyecto de resolución sobre la disolución anticipada del Parlamento de Crimea para «asegurar el cumplimiento del orden constitucional y contribuir a la estabilización de la situación política en su territorio». Finalmente, el Parlamento ucraniano disolvió el legislativo de Crimea. con 278 votos a favor del total de 296 diputados.
Durante el desarrollo del referéndum del día 16, el sitio web oficial del parlamento sufrió un ataque masivo DDoS. En una reunión que se celebró el 17 de marzo, el Parlamento de Crimea emitió una solicitud oficial de anexión de la república a Rusia y una delegación viajó a Moscú. En la misma reunión, se votó por mayoría el ingreso del territorio a Rusia y se renombró al parlamento como "Consejo Estatal de Crimea".

## Lista de presidentes
| Presidente             | Inicio del mandato    | Fin del mandato       | Partido                           |
| ---------------------- | --------------------- | --------------------- | --------------------------------- |
| Mykola Bahrov          | 22 de marzo de 1991   | 10 de mayo de 1994    | Partido Comunista de Ucrania      |
| Serguéi Tsekov         | 10 de mayo de 1994    | 6 de julio de 1995    | Partido Comunista de Crimea       |
| Yevgueni Supruniuk     | 6 de julio de 1995    | 10 de octubre de 1996 | Bloque Ruso                       |
| Vasyl Kyselyov         | 10 de octubre de 1996 | 13 de febrero de 1997 |                                   |
| Anatoli Hrytsenko (I)  | 13 de febrero de 1997 | 14 de mayo de 1998    | Partido de Reactivación Económica |
| Leonid Hrach           | 14 de mayo de 1998    | 29 de abril de 2002   | Partido Comunista de Ucrania      |
| Boris Deich            | 29 de abril de 2002   | 12 de mayo de 2006    | Partido de las Regiones           |
| Anatoli Hrytsenko (II) | 12 de mayo de 2006    | 17 de marzo de 2010   | Partido de las Regiones           |
| Vladímir Konstantínov  | 17 de marzo de 2010   | 15 de marzo de 2014   | Partido de las Regiones           |